# Маженцин (Свентокшиське воєводство)
Маженцин (пол. Marzęcin) — село в Польщі, у гміні Пінчів Піньчовського повіту Свентокшиського воєводства.
Населення — 256 осіб (2011).
У 1975-1998 роках село належало до Келецького воєводства.

## Демографія
Демографічна структура на день 31 березня 2011 року:
|          | Загалом | Допрацездатний вік | Працездатний вік | Постпрацездатний вік |
| -------- | ------- | ------------------ | ---------------- | -------------------- |
| Чоловіки | 127     | 22                 | 92               | 13                   |
| Жінки    | 129     | 36                 | 63               | 30                   |
| Разом    | 256     | 58                 | 155              | 43                   |